# Crashing Around You
«Crashing Around You» es una canción de la banda estadounidense Machine Head. Fue lanzado como el primer y único sencillo del álbum Supercharger de 2001. Se trata de la quinta pista aparece en Hellalive álbum de la banda en vivo.
La salida del sencillo fue considerada como inoportuna, ya que se editó poco antes del atentado terrorista del 9/11. El video musical fue prohibido posteriormente en MTV debido a una escena que muestra edificios que caen.

## Video musical
El video fue lanzado apenas antes del ataque terrorista del 9/11. Las imágenes en el video se centraba alrededor de un hombre perturbado en una pequeña habitación y la banda tocando frente a un telón de fondo que cambia de ida y vuelta entre un perfil de la ciudad y las llamas. Estas se superponían sobre el horizonte hacia el final del vídeo. En el temor de que esto podría ser visto como insensible después de los trágicos del 9/11 ataques, el video fue retirado permanentemente de la rotación de las cadenas televisivas de música. El video puede ser visto como una característica mejorada en el único real (y en YouTube).

## Listado de canciones
Sencillo en CD
1. «Crashing Around You» – 3:17
2. «Silver» (en vivo) – 4:28
3. «Ten Ton Hammer» – 5:06

## Posicionamiento en listas
| Lista (2001)                              | Mejor posición |
| ----------------------------------------- | -------------- |
| Reino Unido (The Official Charts Company) | 89             |